# Baba Ishak
Pour les articles homonymes, voir Baba.
Ne doit pas être confondu avec Baba Ilyas.
Baba Ishak, également orthographié Baba Ishaq, Babaî ou Bābā’ī, est un prédicateur charismatique qui mena un soulèvement des Turkmènes de l'Anatolie contre le sultanat seldjoukide (1239) jusqu'à ce qu'il soit pendu en 1241.